# Синиця Анатолій Данилович
Синиця Анатолій Данилович (10 грудня 1941 — 22 квітня 2014) — український хімік-елементорганік, доктор хімічних наук, професор.

## Біографія
Народився в селі Кінель Куйбишевської області, у родині киян, що евакуювались із початком Операції «Барбаросса». З 1944 року проживав в Києві. Закінчив Київський політехнічний інститут. Усе життя присвятив Інституту органічної хімії НАН України, послідовно працюючи на посадах інженера, аспіранта, наукового співробітника, а з 1982 по 2009 рік — заступником директора інституту із наукової роботи.